# البرتغال والهولوكوست
كانت البرتغال دولة محايدة خلال الحرب العالمية الثانية ولم تتورط بشكل مباشر في الهولوكوست في أوروبا تحت الاحتلال الألماني. كان يحكم البلد نظام سياسي استبدادي بقيادة أنطونيو دي أوليفيرا سالازار لكنه لم يكن معاديًا للسامية بشكل صريح وكان يُعتبر أكثر تعاطفًا مع الحلفاء من إسبانيا الفرانكوية المجاورة. ومع ذلك، حاول نظام سالازار تشديد قواعده بشأن إصدار تأشيرات العبور على الرغم من عدم احترامها دائمًا من قبل الأفراد الدبلوماسيين البرتغاليين. كان النظام على دراية بتصعيد الاضطهاد النازي واتخذ خطوات محدودة لحماية اليهود البرتغاليين في أوروبا التي تحتلها ألمانيا.

## الخلفية

### نظام سالازار ومعاداة السامية
حكمت البرتغال منذ عام 1933 من قبل نظام سياسي استبدادي بقيادة أنطونيو دي أوليفيرا سالازار. كانت البرتغال استثنائية لعدم دمجها معاداة السامية بشكل صريح في أيديولوجيتها الخاصة. ويجادل أبراهام ميلغرام بأن الأنماط الأيديولوجية المعادية للسامية لم يكن لها تأثير في الهيكل الحاكم «لإستادو نوفو» وبشكل بديهي في طبقات المجتمع البرتغالي المختلفة. لم تكن القومية الرسمية للبرتغال متجذرة في العرق أو في البيولوجيا. وكان رأي سالازار أن القومية البرتغالية لم تمجد عرقًا واحدًا لأن مثل هذه الفكرة كانت وثنية ومعادية للإنسان. وفي عام 1937، أعرب سالازار عن انتقاده للمثل الفلسفية الكامنة وراء قوانين نورمبرغ في ألمانيا النازية.
ويضيف المؤرخ أبراهام ميلغرام من مؤسسة ياد فاشيم أن معاداة السامية الحديثة فشلت في «ايجاد موطئ قدم لها في البرتغال» حتى عندما نمت بشدة في أماكن أخرى من أوروبا. وذلك يعود إلى الرقابة الرسمية على الصحف، فلم يكن الجمهور البرتغالي على دراية كافية بمدى السياسات النازية المعادية للسامية أو طبيعتها.

### سياسة اللاجئين
حتى عام 1938، كانت البرتغال على هامش مشكلة اللاجئين اليهود الراغبين في الفرار من اضطهاد ألمانيا النازية، وهذا ما يفسر سبب عدم دعوة البرتغال للمشاركة في مؤتمر إيفيان. وبدأت البرتغال تصبح مهمة فقط كطريق عبور لأولئك الفارين من ألمانيا النازية، عندما توقفت هولندا وبلجيكا وسويسرا عن منحهم التأشيرات. 
دفع الغزو الألماني لبولندا في سبتمبر عام 1939 فرنسا والمملكة المتحدة لإعلان الحرب على ألمانيا. وبعد أن أصبحت أوروبا في حالة حرب، شعرت الدول المحايدة وغير المحايدة بضرورة إغلاق حدودها لمنع الطابور الخامس والمحرضين من التسلل إلى مجموعات اللاجئين. ومع إغلاق جميع البلدان لأبوابها، ازداد عدد اللاجئين الذين يحاولون الاستفادة من حياد البرتغال كطريق للهروب، وبين شهري سبتمبر وديسمبر دخل ما يقرب من 9000 لاجئ إلى البرتغال. انتشر تزوير جوازات السفر والبيانات الكاذبة. شعر النظام البرتغالي بالحاجة إلى تشديد السيطرة. وبحلول عام 1939، فككت الشرطة العديد من الشبكات الإجرامية المسؤولة عن تزوير جوازات السفر وطُرد العديد من القناصل من الخدمة بتهمة تزوير جوازات السفر. تبنت البرتغال ضوابط أكثر صرامة على الحدود منذ عام 1938 ما جعل من الصعب على اللاجئين دخول البلاد.
وفي 11 نوفمبر عام 1939، أرسلت الحكومة البرتغالية التعميم 14 إلى قناصلها في أوروبا يحدد فئات اللاجئين الذين اعتبرتهم شرطة المراقبة ودفاع الدولة (Polícia de Vigilância e de Defesa do Estado, PVDE) غير ملائمين أو خطرين. سمحت البرقية للقناصل بمواصلة منح تأشيرات العبور البرتغالية، لكنها حددت التعميم في حالات «الأجانب ذوي الجنسية غير المحددة أو المتنازع عليها، أو عديمي الجنسية، أو المواطنين الروس، أو حاملي جواز عديم الجنسية، أو اليهود المطرودين من بلدانهم، والذين يزعمون المغادرة من ميناء برتغالي بدون تأشيرة قنصلية لبلد المقصد، أو تذاكر جوية أو بحرية، أو ضمان سفر من الشركات المعنية، وكان على القناصل طلب الإذن مسبقًا من المكتب الرئيسي لوزارة الخارجية في لشبونة». وذكرت البرقية أيضًا أن «القناصل يجب أن يحرصوا جدًا على عدم إعاقة وصول الركاب المتجهين عبر لشبونة إلى بلدان أخرى وخاصة الطرق الجوية عبر المحيط الأطلسي أو إلى الشرق».
على الرغم من أن التعميم كان تمييزيًا بشكل صريح، إلا أن نيل لوشيري يجادل بأن التعميم 14 «لم يصدر من فراغ»، وأن هذا النوع من الحواجز لم يكن فريدًا بالنسبة للبرتغال، وبسبب الموارد الاقتصادية المحدودة للبلد فقد اعتبر ذلك ضروريًا. وهو يعتبر أن الدافع الأساسي وراء ذلك هو الاعتبارات الاقتصادية وليس الأيديولوجية. أعرب ميلغرام عن وجهات نظر مماثلة، مؤكدًا أن النظام البرتغالي لا يميز بين اليهود وغير اليهود بل يميز بين اليهود الأجانب الأغنياء والفقراء. ويعتبر أن اليهود مُنعوا من الاستقرار في البرتغال بشكل أساسي لأن النظام كان يخشى النفوذ الأجنبي بشكل عام، ويخشى دخول المحرضين الشيوعيين واليساريين الفارين من ألمانيا.

### الغزو الألماني واحتلال فرنسا
في مايو-يونيو عام 1940. أصدر قنصل البلاد في بوردو أريستيديس دي سوسا مينديز عددًا غير محدد من التأشيرات للأشخاص الذين كان من مسؤولية وزارة الخارجية حصولهم عليها أو عدمه، ولكن عدد التأشيرات الصادرة عن سوسا مينديز كان أقل بكثير من آلاف التأشيرات التي ادعى المعجبون به في وقت لاحق أنه أصدرها. وكانت الأدلة على أن جهوده موجهة بشكل خاص نحو اليهود الفارين تكهنات أيضًا. فاتضح أن المواطنين البريطانيين والبرتغاليين والأمريكيين، وهم في الغالب من أصحاب الإمكانيات، أبرز من تلقى تلك التأشيرات. وعوقب مينديز لاحقًا بشكل رسمي بإيقافه عن العمل لمدة عام وتقاضيه نصف أجر، ثم أُجبر على التقاعد. ومع ذلك، في النهاية لم يطرد من الخدمة الخارجية أو يجبر على التقاعد، وتقاضى راتبه كاملًا كقنصل حتى وفاته في عام 1954. لم تكن تصرفات سوسا مينديز فريدة من نوعها، فقد أصدرت القنصليات البرتغالية الأخرى عددًا صغيرًا من تأشيرات العبور بمبادرة منها. وفي 26 يونيو عام 1940، بعد أربعة أيام من الهدنة الفرنسية، سمح سالازار للجمعية العبرية لمساعدة المهاجرين (HIAS-HICEM) في باريس بنقل مكتبها الرئيسي إلى لشبونة. وجرى تفويض لجنة التوزيع الأمريكية اليهودية المشتركة، والمؤتمر اليهودي العالمي، ولجان الإغاثة البرتغالية اليهودية للعمل في لشبونة.
أصبح استخدام البرتغال كطريق للهروب أكثر صعوبة في يونيو عام 1940 عندما ضيقت الولايات المتحدة على قبول اللاجئين من أوروبا التي تحتلها ألمانيا، وقد كان لديها نظام حصص (كوتا) صارم مسبقًا، من خلال الأمر التنفيذي للرئيس روزفلت رقم 8430 وإقرار الكونغرس لمشروع قانون بلوم – فان نويس. تسبب ذلك في مشكلة لجميع الذين يريدون استخدام البرتغال كدولة عبور لأنه أصبح من المستحيل فعليًا الحصول على تأشيرة أمريكية، ما جعل التأشيرات إلى أمريكا اللاتينية هي السبيل القانوني الوحيد للخروج من أوروبا.
عندما وصل اللاجئون اليهود إلى البرتغال، تمتعوا بشعور مختلف من الحرية. كتب باتريك فون تسور ميهلين أن «البرتغال بالنسبة للعديد من المهاجرين كانت الدولة الأولى التي شعروا فيها بالأمان». حتى اللاجئون الذين قبض عليهم دون أوراق لم ترجعهم البرتغال، بدلًا من ذلك، وضعت الشرطة لاجئين يهود دون وثائق مناسبة أو أموال كافية في أماكن إقامة محددة إلى أن تمكنوا من مغادرة البلاد.
قدر عدد اللاجئين الذين مروا عبر البرتغال خلال الحرب بما يتراوح بين بضع مئات الآلاف إلى مليون، وهي أعداد كبيرة بالنظر إلى حجم سكان البلاد البالغ نحو 6 ملايين في ذلك الوقت. ومع ذلك، كان اليهود يمثلون نسبة صغيرة فقط. على مدار الحرب بأكملها، يُعتقد أن 60.000 إلى 80.000 لاجئ يهودي قد مروا عبر البرتغال.